# Бекарщина
Бе́карщина — колишнє село в Україні, підпорядковувалося Ганнівській сільській раді Носівського району Чернігівської області.
Виключене з облікових даних рішенням Чернігівської обласної ради від 29 березня 2013 року, як таке, де ніхто не проживає.
На хуторі Бекарщина народився Пустовгар Федір Єрмолайович (1905—1945) — військовик, полковник. Загинув на Німецько-радянській війні. 